# Dvärgkejsare
Dvärgkejsare (Centropyge) är ett släkte inom familjen kejsarfiskar.
Inom släktet Centropyge blir fiskarna inte större än 15 cm. Centropyge är hermafroditer, där den dominanta i paret kommer att utvecklas från hona till hane.

## Arter
- Centropyge acanthops
- Centropyge argi
- Centropyge aurantia
- Centropyge aurantonotus
- Centropyge bispinosa
- Tvåfärgad dvärgkejsare (Centropyge bicolor)
- Centropyge boylei
- (Centropyge colini
- (Centropyge debelius
- Rödrandig dvärgkejsare (Centropyge eibli)
- Rostig dvärgkejsare (Centropyge ferrugatus)
- Centropyge fisheri
- Centropyge flavicauda
- Centropyge flavipectoralis
- Gul dvärgkejsare (Centropyge heraldi)
- Centropyge hotumatua
- Centropyge interruptus
- Centropyge joculator
- Eld dvärgkejsare (Centropyge loricula)
- Centropyge multicolor
- Centropyge multifasciata
- Centropyge multispinis